# Антоније IV Цариградски
Антоније IV Цариградски (грч. Ἀντώνιος; умро маја 1397) био је васељенски патријарх Цариграда у два мандата, од јануара 1389. до јула 1390. године, и поново од око септембра 1390. године до своје смрти.
Првобитно је био јеромонах, вероватно из манастира Дионисијат на Светој Гори. Свргнут је током узурпације Јована VII Палеолога у јулу 1390. године, а заменио га је Макарије Цариградски, који је већ служио на тој функцији од 1377. до 1379. године. Након рестаурације Јована V Палеолога и Манојла II Палеолога неколико месеци касније, враћен је на свој положај.
Познат је по својој преписци са Владиславом II Јагелом, великим кнезом Литваније, позивајући га да се придружи крсташком рату против Турака заједно са Мађарима, и са Василијем I Дмитријевичем, пред којим је бранио не само универзални духовни ауторитет Цариградске патријаршије, већ и универзални ауторитет византијских царева, без обзира на стварно умањено стање Византијског царства.